# Фростенсон, Катарина
Катари́на Фро́стенсон (швед. Katarina Frostenson; родилась 5 марта 1953, Стокгольм, Швеция) — шведская поэтесса, прозаик, драматург, переводчик.

## Биография
Племянница известного священника и писателя Андерса Фростенсона. Изучала литературу, театр и кино в Стокгольмском университете. Дебютировала книгой стихов в 1978. Переводила произведения Батая, Дюрас, Эммануэля Бова, Кольтеса. Несколько книг выпустила вместе с мужем, фотографом Жаном-Клодом Арно (род. 1946).

## Произведения
- I mellan / Между (1978)
- Rena land/ Чистые пространства (1980)
- Den andra/ Другой (1982)
- I det gula/ В жёлтом (1985)
- Samtalet (1987)
- Stränderna/ Взморья (1989)
- Överblivet (1989)
- 4 monodramer/ 4 монодрамы (1990)
- Moira (1990)
- Joner/ Ионы (1991)
- Berättelser från dom/ Рассказы из их страны (1992, новеллы)
- 3 × Katarina Frostenson (1992)
- Tankarna/ Мысли (1994)
- 2 Skådespel: Traum; Sal P/ Сон. Зал П (1996, драмы)
- Vägen till öarna (1996)
- Staden — en opera/ Город (1998, оперное либретто, музыка Свена-Давида Сандстрёма)
- Korallen/ Коралл (1999)
- Kristallvägen/ Хрустальная дорога (2000, драмы)
- Skallarna (2001, эссе, в соавторстве с А.Фиоретосом)
- Endura (2002)
- Karkas (2004)
- Ordet/ Слово (2006)
- Tal och Regn/ Речь и дождь (2008)
- Flodtid (2011, номинация на Литературную премию Северного Совета)
- Tre vägar (2013)
- Sånger och formler (2015), (Литературная премия Северного Совета, 2016)

## Публикации на русском языке
- В Журнальном зале

По драме Фростенсон Зал П в Санкт-Петербургской театральной лаборатории поставлен спектакль Меня зовут Имя (2006, см.: ).

## Признание
Член Шведской академии с 1992 по 2018 год (18-е кресло). Подала в отставку в связи со скандалом вокруг его мужа: утверждалось, что через Фростенсон и Арно в ряде случаев происходила преждевременная утечка информации о будущих лауреатах Нобелевской премии по литературе; на этом посту её сменила финская поэтесса Туа Форсстрём. Фростенсон отвергала обвинения в свой адрес; Шведская академия согласилась оставить в её распоряжении казённую квартиру и выплачивать ей пенсию в размере 12 875 шведских крон (около 1200 евро) ежемесячно.
Премия Бельмана (1994). Поэтическая премия Шведского радио (1996). Кавалер ордена Почётного легиона (2003). Litteris et Artibus (2007), Литературная премия Северного Совета (2016).